# Обиршія (Бакеу)
Обиршія (рум. Obârșia) — село у повіті Бакеу в Румунії. Входить до складу комуни Ізвору-Берхечулуй.
Село розташоване на відстані 256 км на північ від Бухареста, 20 км на схід від Бакеу, 68 км на південний захід від Ясс, 146 км на північний захід від Галаца.

## Населення
За даними перепису населення 2002 року у селі проживали 286 осіб, усі — румуни. Усі жителі села рідною мовою назвали румунську.